# Bally Shoe
Bally Shoe er en schweizisk skoproducent. Firmaet blev grundlagt i 1851 under navnet "Bally & Co" af Carl Franz Bally (1821–1899) og hans bror Fritz i en kælder i deres families hjem i Schönenwerd, Kanton Solothurn.
| Schweiz | Spire Denne artikel om et firma eller en virksomhed i Schweiz er en spire som bør udbygges. Du er velkommen til at hjælpe Wikipedia ved at udvide den. |